# Alcalá de Gurrea
Alcalá de Gurrea ist eine Gemeinde in der Provinz Huesca in der Autonomen Gemeinschaft Aragonien in Spanien. Sie liegt rund 60 Kilometer nordöstlich von Saragossa auf einem Hügel nahe dem Río Sotón in der Comarca Hoya de Huesca an der Straße A-1207.

## Gemeindeteile
Almudévar umfasst neben dem namensgebenden Ort die Gemeindeteile
- Tormos
- Los Agudes

## Geschichte
Im Jahr 1099 bestätigte König Pedro I. dem Kloster Montearagón den Besitz der Kirche von Alcalá.

## Wirtschaft
Vorherrschend sind Ackerbau (mit künstlicher Bewässerung) und Viehzucht.

## Bevölkerung
| 1900 | 1910 | 1930  | 1940  | 1950  | 1960  | 1970 | 1981 | 1986 | 1992 | 1999 | 2004 | 2005 |
| ---- | ---- | ----- | ----- | ----- | ----- | ---- | ---- | ---- | ---- | ---- | ---- | ---- |
| 632  | 710  | 1.882 | 1.495 | 1.344 | 1.124 | 753  | 531  | 465  | 396  | 332  | 292  | 282  |

## Sehenswürdigkeiten
- Pfarrkirche San Jorge

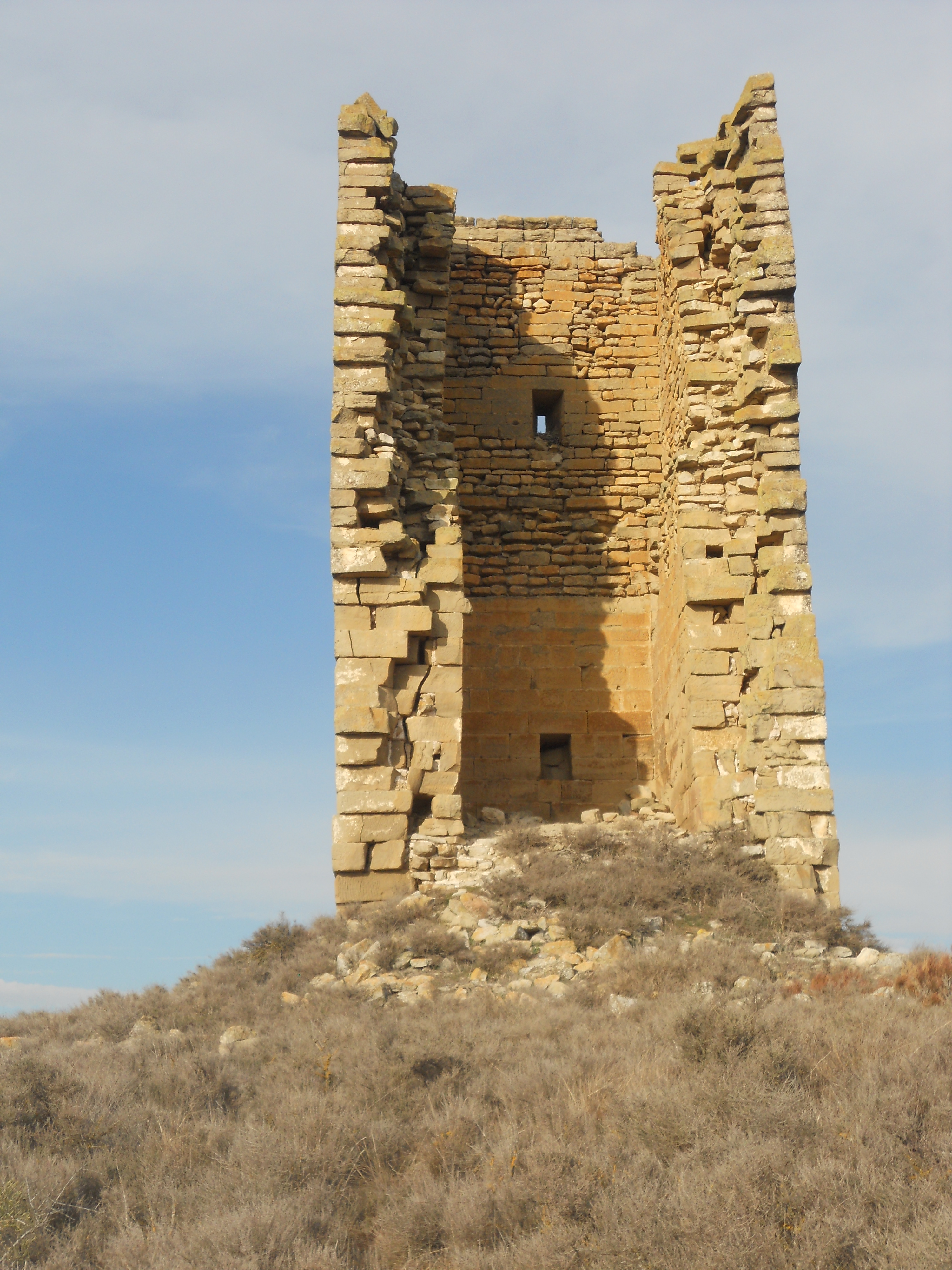
Ruine eines Wachturms

- Einsiedelei Nuestra Señora de los Agudos (Bien de Interés Cultural)
- Kirche San José Obrero